# Daniel Barría Zuñiga
Daniel Barría Zuñiga (* 2. April 1974 in Temuco) ist ein chilenischer Schachspieler.

## Leben
Das Schachspielen lernte er im Alter von acht Jahren in Schweden. Dort lebte er bis zu seinem elften Lebensjahr, als die Familie nach Chile zurückzog. Im Jahr 2000 zog er in die Nähe von Valencia, Spanien und lebte dort von Übersetzungen und Schach. Er ist verheiratet mit der chilenischen Schachspielerin Giovanna Arbunic Castro und hat einen Sohn.
In der katalanischen Liga spielt er für Sant Adrià de Besòs, in Spanien für L’Alfàs del Pi.

## Erfolge
Mit der chilenischen U26-Nationalmannschaft nahm er an den U26-Weltmeisterschaften 1993 in Paranaguá (am zweiten Reservebrett), 1995 in Parnaíba (am zweiten Brett) und 1997 in Presidencia Roque Sáenz Peña (ebenfalls am zweiten Brett) teil. 1995 erhielt er eine individuelle Goldmedaille für sein Ergebnis von 4,5 Punkten aus 6 Partien. Mit der chilenischen Nationalmannschaft nahm er an der Schacholympiade 2006 in Turin sowie an der panamerikanischen Mannschaftsmeisterschaft 1995 teil, bei der er das zweitbeste Ergebnis am dritten Brett erreichte.
Seit Oktober 2004 trägt er den Titel Internationaler Meister. Die Normen hierfür erzielte er im Dezember 2001 beim Castellar-del-Valles-Turnier in Barcelona, im November 2012 beim 8. Internationalen Open in Valencia, das er vor Ibragim Khamrakulov gewann, sowie im Januar 2004 beim 29. Turnier von Sevilla. Der Titel wurde noch nicht für die FIDE-Kongresse im Februar und Juli 2004 beantragt, da Daniel Barría Zuñiga die notwendige Elo-Zahl von 2400 noch nicht erreicht hatte.
Seine Elo-Zahl beträgt 2341 (Stand: Juni 2020), er liegt damit auf dem 18. Platz der chilenischen Elo-Rangliste. Seine bisher höchste Elo-Zahl war 2462 im Januar 2007.